# Valentin von Berger

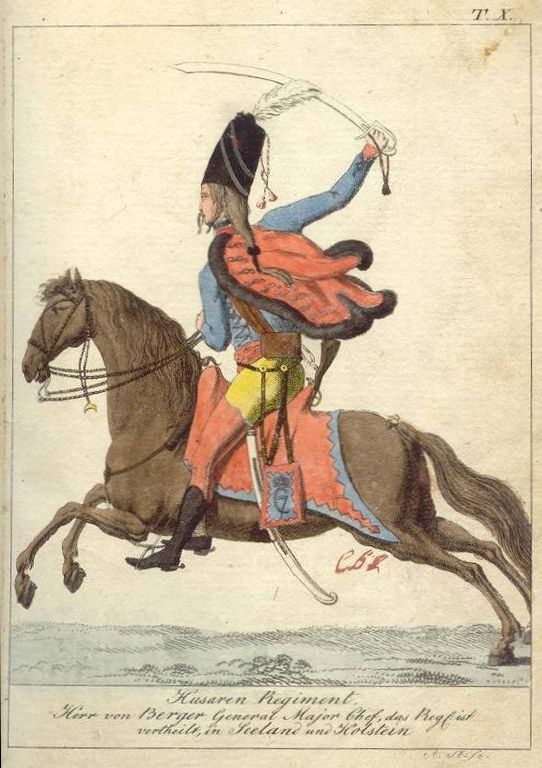
Generalmajor Valentin von Berger. Dänisches Husarenkorps, um 1795, Stich von Friedrich Ludwig von Köller

Valentin von Berger (* 10. November 1739 in Celle; † 29. Juli 1813 in Jægersborg) war ein kurhannoverscher Offizier und später dänischer Generalleutnant.

## Herkunft
Der Großvater war der Jurist Johann Heinrich von Berger. Seine Eltern waren der kurhannoverschen Leibarztes Johann Samuel von Berger (1691–1757) und dessen zweite Ehefrau Margarethe Louise, geborene von Ramdohr (1705–1790). Der Leibarzt des dänischen Königs Johann Just von Berger (1723–1791) war sein älterer Halbbruder. Er hatte noch zwei weitere Brüder. Christoph Wilhelm von Berger (1727–1763) wurde Hofarzt in Hannover und August Gottlieb von Berger oldenburgischer Kanzleidirektor. Zusammen mit seinem Halbbruder Johann Just von Berger wurde ihm 1776 die dänische Adelsnaturalisation gewährt.

## Leben
Berger war Premierleutnant in kurhannoverschen Diensten, kam aber im Jahre 1764 nach Dänemark und wurde als Rittmeister im Dragonerregiment „Fünen“ aufgenommen, wo er im folgenden Jahr Schwadronskapitän, im Jahre 1774 Major und 1779 Oberstleutnant wurde. Im darauffolgenden Jahr, bei Schaffung der Husarenregimenter „Seeland“ und „Holstein“, war er Kommandant des letzteren und wurde zum Oberst befördert. Im Jahr 1789, als die beiden Regimenter zu einem Husarenkorps mit Garnison im Schloss Jægersborg, etwa 12 km nördlich von Kopenhagen vereinigt wurden, war er dessen erster Chef. Im Jahr 1795 wurde er zum Generalmajor ernannt, erhielt 1803 den Dannebrogorden und wurde 1810 zum Generalleutnant.
Berger war ein fähiger Offizier und wirkte in einer Kommission unter Vorsitz des Grafen Karl von Hessen im Jahre 1790 auf bessere Regeln für die Kavallerie hin. Als Brigadekommandeur im Herbst 1806 zog er sich heftige Kritik des Kronprinzen zu, weil er bei dem bloßen Gerücht, dass französische Truppen über die Grenze nach Holstein eindringen würden, einen schnellen Rückzug veranlasste und dadurch zur Panik in der dänischen Armee beitrug. Die Befehle, die man ihm gegeben hatte, waren jedoch undeutlich, weshalb der Kronprinz ihm diesen Vorfall später nicht mehr übel nahm. So erhielt Berger 1812, als die ganze Armee mobilisiert wurde, ein Kommando als Divisionsgeneral. Berger starb jedoch, bevor die kriegerischen Ereignisse ihren Anfang nahmen, am 29. Juli 1813.

## Familie
Er heiratete Anna Elisabeth von Schilden (1745–1787). Das Paar hatte mehrere Kinder:
- Johann Erich (1772–1833) ⚭ Anna Gräfin von Holck (1778–1835)
- Ernst Ludwig (1775–1851), dänischer Rittmeister ⚭ Sophie Caroline Krag-Juel-Vind-Friis (1781–1808)
- Julius August Christian, Apotheker in Aalborg ⚭ 1810 Lucia Wissing